# Robert Christoffersen
John Robert Calberg Christoffersen (ur. 20 lutego 1898 w Aarhus, zm. 13 września 1966 tamże) – duński zapaśnik walczący w obu stylach. Olimpijczyk z Paryża 1924, gdzie zajął siódme i ósme miejsce. Walczył w wadze średniej.
Mistrz Jutlandii w 1919, 1922 i 1927 roku.

## Letnie Igrzyska Olimpijskie 1924
| Konkurencja          | Rundy eliminacyjne    | Rundy eliminacyjne     | Rundy eliminacyjne    | Rundy eliminacyjne     | Rundy eliminacyjne        | Klas. końcowa |
| Konkurencja          | Przeciwnik I          | Przeciwnik II          | Przeciwnik III        | Przeciwnik IV          | Przeciwnik V              | Miejsce       |
| -------------------- | --------------------- | ---------------------- | --------------------- | ---------------------- | ------------------------- | ------------- |
| 75 kg styl klasyczny | Joseph Dumont (BEL) Z | Kārlis Vilciņš (LAT) Z | Harry Nilsson (SWE) P | Jan Reinderman (NED) Z | Edvard Westerlund (FIN) P | 7.            |

| Konkurencja      | Rundy eliminacyjne    | O srebrny medal        | Klas. końcowa |
| Konkurencja      | 1/8                   | Przeciwnik I           | Miejsce       |
| ---------------- | --------------------- | ---------------------- | ------------- |
| 79 kg styl wolny | Fritz Hagmann (SUI) P | Jussi Penttilä (FIN) P | 8.            |